# Tree and Leaf
Tree and Leaf és un llibre publicat el 1964 que conté dues obres de l'autor britànic J. R. R. Tolkien:
- una versió revisada de l'assaig "On Fairy-Stories" (originalment publicat el 1947 a Essays Presented to Charles Williams)
- una història breu al·legòrica titulada "Leaf by Niggle" (originalment publicada a Dublin Review el 1945).

Tree and Leaf va ser la primera publicació que va permetre que On Fairy-Stories i Leaf by Niggle es convertissin en disponibles pel públic en general. El llibre va estar il·lustrat, originalment, per Pauline Baynes.
"Mythopoeia" va ser afegit a l'edició de 1988 (ISBN 0395502322). Les edicions posteriors també han inclòs "The Homecoming of Beorhtnoth Beorhthelm's Son".
Les dues obres també van reeditar-se en la col·lecció The Tolkien Reader (1966), així com en col·leccions posteriors.